# Spy Fox
Spy Fox is een personage uit de vijf spellen van Humongous Entertainment, De spellen zijn bedoeld voor kinderen tot 10 jaar.
Spy Fox is een antropomorfische vos die werkt als spion en gekleed is in een witte smoking. Spy Fox is een parodie op James Bond. Zo krijgt hij van Professor Kwak gadgets die hij kan uitvoeren om zo deuren open te maken, kopieën te maken en zo boeven te vangen. Kaat Primaat werkt ook in het commandocentrum. Spy Fox heeft eveneens een ingebouwd scherm op z'n horloge, waarmee hij contact kan opnemen met het hoofdkwartier. 
De spelletjes zijn een zogeheten point-and-click adventure, wat wil zeggen dat men verder kan komen in het spel door op het goede moment de juiste personen/voorwerpen te vinden en aan te klikken.
Spy Fox werd in deze spellen ingesproken door Barend Weyens.

## Spellen
Van de reeks zijn er vijf spellen uitgebracht. Er zijn van Spy Fox drie avonturenspellen en twee arcade-spellen

### Avontuur
Spy Fox in Operatie Melk Weg (1997)Het spel speelt zich af op het fictieve Griekse eiland Acidophilos. Billy de Sik, een geit die werkt voor N.O.G. (afkorting voor Nu Overwinnen Geiten), heeft alle melkproducten op de gehele wereld gestolen. Spy Fox reist naar het eiland om erachter te komen wat Billie de Sik met al die melk en zuivel van plan is.
Spy Fox in Operatie Robot Knop (1999)In het pretpark Wereldexpo staat een reusachtige robothond as trekpleister. Deze robot is gemaakt door Napoleon le Cac Rélac, een Kakkerlak die met zijn robot de wereld wil overheersen. Hij heeft de uitknop van de robot verwijderd zodat niemand zijn plannen kan dwarsbomen. Spy Fox moet op missie gaan om op zoek te gaan naar de knop en diens activeringscode en die weer terug te plaatsen in de robot om zo de wereld te behoeden voor overname door le cac Rélac.
Spy Fox in Operation Ozone (2001) (alleen Engels)Poedels Galore, de koningin van cosmetica, heeft een satelliet in de vorm van een haarspray gemaakt. Met haarspray wil ze de ozonlaag vernietigen. Spy Fox reist over de hele wereld en gaat uiteindelijk de ruimte in om haar satelliet te kunnen uitschakelen.

### Arcade Spellen
- Spy Fox in: Cheese Chase
- Spy Fox in: Hold the Mustard